# Paul Thijs
Paul Thijs (ur. 2 maja 1946 w Lier) – belgijski lekkoatleta, długodystansowiec.
Odpadł w eliminacjach biegu na 3000 metrów z przeszkodami na mistrzostwach Europy w 1971 w Helsinkach oraz na igrzyskach olimpijskich w 1972 w Monachium.
Zdobył srebrny medal w biegu na 3000 metrów na halowych mistrzostwach Europy w 1974 w Göteborgu, ulegając jedynie swemu rodakowi Emielowi Puttemansowi, a wyprzedzając Pavla Pěnkavę z Czechosłowacji. Odpadł w eliminacjach biegu na 3000 metrów z przeszkodami na mistrzostwach Europy w 1974 w Rzymie. Zajął 13. miejsce w biegu na 3000 metrów na halowych mistrzostwach Europy w 1975 w Katowicach.
Odpadł w eliminacjach biegu na 3000 metrów z przeszkodami na igrzyskach olimpijskich w 1976 w Montrealu. Zajął 7. miejsce w biegu na 300 metrów na halowych mistrzostwach Europy w 1977 w San Sebastián i na halowych mistrzostwach Europy w 1978 w Mediolanie. Na mistrzostwach Europy w 1978 w Pradze odpadł w eliminacjach biegu na 3000 metrów z przeszkodami.
Thijs był mistrzem Belgii w biegu na 3000 metrów z przeszkodami w latach 1970–1979 i 1981 oraz w biegu na 5000 metrów w 1977.
Dwukrotnie poprawiał rekord Belgii w biegu na 3000 metrów z przeszkodami, doprowadzając go do wyniku 8:22,8 osiągniętego 18 czerwca 19768 w Sittard.